# Parafia Ikony Matki Bożej „Znak” w Wilnie
Parafia Ikony Matki Bożej „Znak” – parafia prawosławna w Wilnie, w dekanacie wileńskim miejskim eparchii wileńskiej i litewskiej Rosyjskiego Kościoła Prawosławnego. 
Parafia została powołana w 1903 po oddaniu do użytku cerkwi Ikony Matki Bożej „Znak” w wileńskiej dzielnicy Zwierzyniec. Była to wówczas jedyna prawosławna placówka duszpasterska w tym rejonie miasta (cerkiew św. Katarzyny, wzniesiona w 1872, spełniała funkcje prywatnej kaplicy).

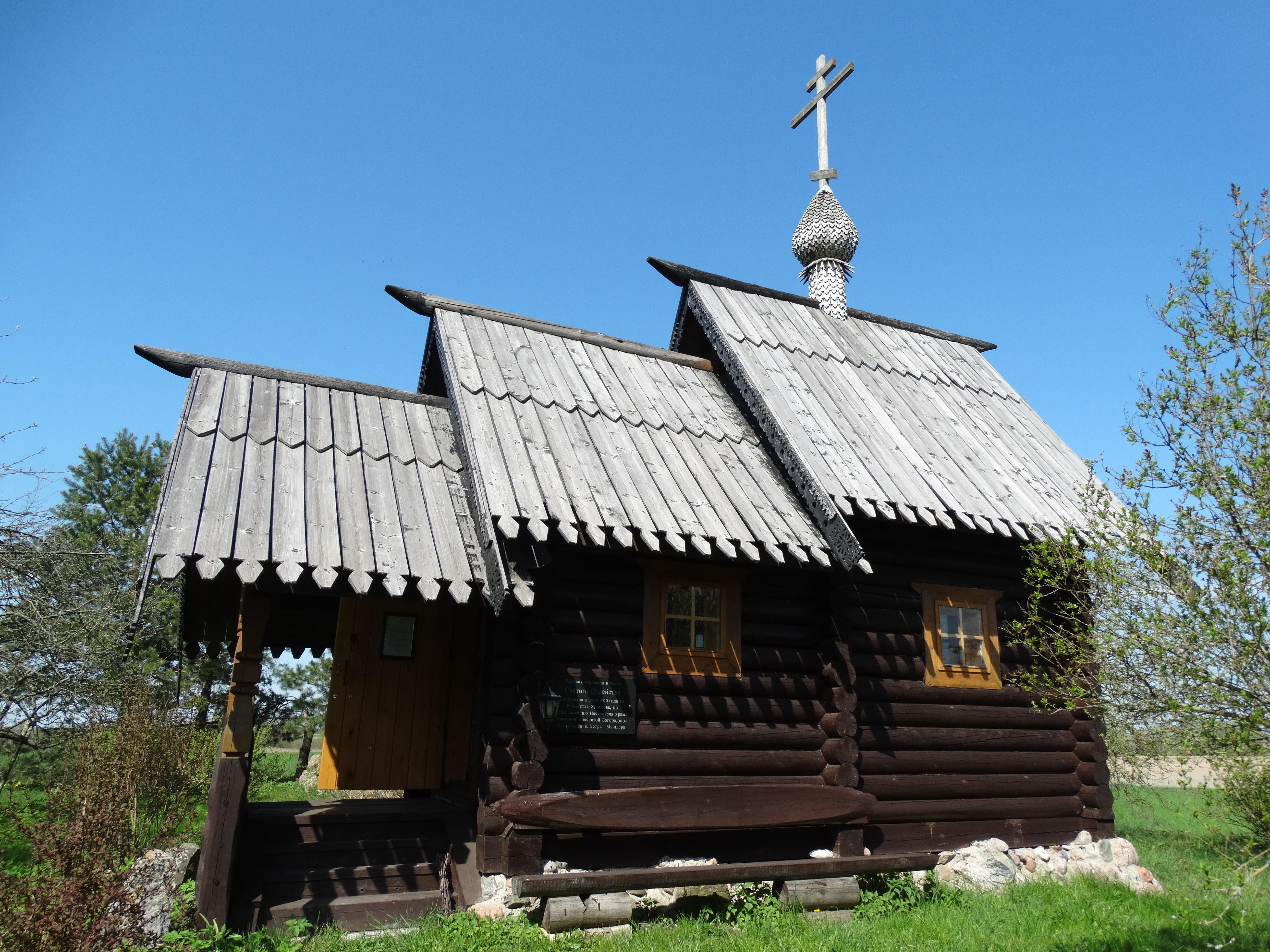
Kaplica Świętej Rodziny w Dawonach koło Giełwan, oddana do użytku w 2010 r.

Przy parafii działała szkoła cerkiewno-parafialna, a w okresie I wojny światowej także przytułek, do którego przyjmowano również sieroty wyznań innych niż prawosławne (katolików, staroobrzędowców). Jako jedna z nielicznych w Wilnie parafia nie przerwała swojej działalności także po włączeniu miasta do ZSRR. Przez władze radzieckie została oficjalnie zarejestrowana w 1948, jako placówka duszpasterska, do której uczęszczało ok. 400 osób.  
Przy parafii działa szkoła niedzielna oraz młodzieżowy zespół muzyczny.